# Epactoides humberti
Epactoides humberti là một loài bọ cánh cứng trong họ Bọ hung (Scarabaeidae).